# Dekanat Jarosław II
Dekanat Jarosław II – dekanat archidiecezji przemyskiej, w archiprezbiteracie jarosławskim.

## Historia
W 1971 roku dekretem bpa Ignacego Tokarczuka, dekanat jarosławski został podzielony na: jarosławski zachodni i jarosławski wschodni.
Dziekanem jest ks. Andrzej Surowiec.

## Parafie
- Chłopice – pw. Wniebowzięcia Najświętszej Maryi Panny
  - Jankowice – kościół filialny pw. Matki Bożej Różańcowej
- Jarosław – pw. Chrystusa Króla
- Jarosław – pw. Miłosierdzia Bożego
  - Kidałowice – kościół filialny pw. Najświętszej Maryi Panny Matki Miłosierdzia
- Jarosław – pw. Najświętszej Maryi Panny Królowej Polski
- Morawsko – pw. Niepokalanego Serca Najświętszej Maryi Panny
- Munina – pw. św. Józefa
- Tuczempy – pw. Nawiedzenia Najświętszej Maryi Panny

## Zgromadzenia zakonne
- Jarosław – ss. Służebniczki starowiejskie (1971)
- Jarosław – ss. Niepokalanki (1874)
- Chłopice – ss. Służebniczki starowiejskie (1898)
- Munina – ss. Służebniczki starowiejskie (1910)